# Das Superhirn (Die Enterprise)
Das Superhirn (Originaltitel: The Infinite Vulcan) ist die siebente Episode der ersten Staffel der Science-Fiction-Zeichentrickserie Die Enterprise. Sie wurde in englischer Sprache erstmals am 20. Oktober 1973 bei NBC ausgestrahlt. In Deutschland war sie zum ersten Mal unter dem Titel Planet der Riesen am 12. Oktober 1976 in einer stark geschnittenen und inhaltlich veränderten synchronisierten Fassung im ZDF zu sehen. Eine ungekürzte, originalgetreue Synchronfassung erschien erstmals 1994 auf VHS. Die erste Fernsehausstrahlung dieser Fassung erfolgte am 16. September 2016 auf Tele 5.

## Handlung
Im Jahr 2269 bei Sternzeit 5554.4 soll die Enterprise einen erst kürzlich entdeckten Planeten erforschen. Ein Außenteam bestehend aus Captain Kirk, dem ersten Offizier Spock, Schiffsarzt McCoy und Steuermann Sulu beamt auf die Oberfläche. Sie finden dort eine scheinbar verlassene Stadt vor und als die anderen diese erforschen wollen, bleibt Sulu zurück, um eine seltsame bewegliche Pflanze zu untersuchen. Plötzlich wird er von ihr gestochen und der zu Hilfe eilende McCoy stellt eine schwere Vergiftung fest. Unerwartet geben sich die Bewohner des Planeten zu erkennen: Es handelt sich um vier Wesen, die sich Phylosier nennen und bei denen es sich um intelligente Pflanzen handelt. Ihr Anführer Agmar verabreicht Sulu ein Heilmittel und führt das Außenteam anschließend durch die Stadt. Er erklärt, dass er und seine drei Gefährten die letzten Überlebenden ihres Volkes sind. Eine Generation zuvor hatte ein Mensch eine Krankheit auf den Planeten gebracht, die den Großteil der Bevölkerung dahinraffte. Da er aber alles tat, um ein Heilmittel zu finden, betrachten ihn die Überlebenden nun als ihren Meister.
Plötzlich greifen fliegende, ebenfalls pflanzliche Wesen das Außenteam an. Die Phylosier nutzen diese Ablenkung und entführen Spock. Nachdem die anderen die fliegenden Wesen abgewehrt haben, treffen sie auf den „Meister“: Es handelt sich um einen 20 Meter großen Menschen, der sich als Stavos Keniclius V. vorstellt. Er will Spock nicht freilassen, da er dessen Geist benötigt. Die anderen will er jedoch gehen lassen. Da die fliegenden Wesen erneut angreifen, bleibt Kirk vorerst nichts anderes übrig als aufs Schiff zurückzukehren.
Auf der Enterprise finden Kirk und seine Mannschaft heraus, dass Keniclius ein Mensch war, der vor über 200 Jahren während der „Eugenischen Kriege“ auf der Erde lebte. Er wollte damals durch Klonen eine „Herrenrasse“ schaffen. Daraufhin wurde er verstoßen und verschwand spurlos. Im Laufe der Zeit muss sich Keniclius offenbar mehrfach selbst geklont haben.
Kirk, McCoy und Sulu kehren auf den Planeten zurück. Durch einen langen Gang gelangen sie in ein unterirdisches Labor. Dabei werden sie erneut von den fliegenden Wesen angegriffen, können sie aber dieses Mal mittels eines Unkrautvernichtungsmittels abwehren. Im Labor ist Keniclius dabei, mit einer Maschine Spocks Geist auf einen 20 Meter großen Klon zu übertragen. Er betrachtet den Halb-Vulkanier Spock als einen idealen Vertreter seiner neuen „Herrenrasse“, die der Galaxie Frieden bringen soll. Der neue Spock 2 braucht eine Weile, um sein neues Bewusstsein zu verarbeiten, doch durch Zureden seiner Kameraden erkennt er bald, dass Keniclius’ Plan fragwürdig ist und nicht Spocks Logik entspricht. Kirk führt aus, dass Keniclius von völlig veralteten Voraussetzungen ausgeht. Eine zwangsweise Befriedung der Galaxie sei unnötig, denn die Föderation sei seit über 100 Jahren ein Beleg für die friedliche Zusammenarbeit der Völker. Nun kommen Keniclius schließlich selbst Zweifel. Spock 2 führt eine Gedankenverschmelzung mit dem bewusstlosen ursprünglichen Spock durch und gibt ihm dadurch sein Bewusstsein zurück. Keniclius lässt das Außenteam frei. Er und Spock 2 beschließen, fortan einen Weg zu suchen, um die phylosische Kultur wiederzubeleben.

## Verbindungen zu anderen Star-Trek-Produktionen
In Das Superhirn werden Elemente aus der Raumschiff-Enterprise-Folge Der schlafende Tiger wieder aufgegriffen. Keniclius ist wie Khan Noonien Singh ein Augment und auch die Eugenischen Kriegen werden erneut erwähnt.
Einige Elemente aus dieser Folge wurden in späteren Star-Trek-Produktionen wieder aufgegriffen:
- Die Spezies der Kzinti wird hier erstmals erwähnt. Die Kzinti haben noch in zwei weiteren Folgen von Die Enterrprise Auftritte. In den folgenden Star-Trek-Produktionen wurden sie lange Zeit ignoriert, bis sie 2020 in Star Trek: Picard erneut erwähnt und ab 2021 in der animierten Serie Star Trek: Lower Decks wieder gezeigt wurden.
- In Folge 1.12 (Die Zeitfalle) von Die Enterprise ist noch einmal ein Phylosier als Hintergrundfigur zu sehen.
- Im Film Star Trek VI: Das unentdeckte Land von 1991 ist der Planet Phylos auf einer Sternenkarte verzeichnet.
- In dieser Folge wird erstmals angedeutet, dass die Föderation über hundert Jahre vor der Handlungszeit der Serie, also etwa in der Mitte des 22. Jahrhunderts, gegründet wurde. Dies wurde 1992 in Folge 5.17 (Verbotene Liebe) von Raumschiff Enterprise – Das nächste Jahrhundert bestätigt, in der 2161 als Gründungsjahr angegeben wird.
- In Star Trek: Lower Decks gibt es in mehreren Folgen Anspielungen auf Spock 2 und die Phylosier. In der im Jahr 2381 spielenden Folge 2.02 (Kayshon, seine Augen offen) von 2021 ist das Skelett des mittlerweile verstorbenen Spock 2 zu sehen.

## Produktion

### Drehbuch
Das Drehbuch wurde von Walter Koenig geschrieben. Koenig hatte in der Vorgängerserie Raumschiff Enterprise die Nebenfigur des Pavel Chekov gespielt, war aber aus Budgetgründen nicht als Synchronsprecher für die Zeichentrickserie übernommen worden. Als Ausgleich bot ihm das Produktionsteam an, ein Drehbuch zu verfassen.

### Sprecher und Figuren
Drehbuchautor Walter Koenig sprach auch für die Rolle des Stavos Keniclius V. vor. Letztlich wurde aber James Doohan als Sprecher gewählt.

## Adaptionen
Alan Dean Foster schrieb eine Textfassung von Das Superhirn, die auf Englisch erstmals 1974 in der Geschichtensammlung Star Trek Log 2 erschien. Die deutsche Übersetzung erschien 1993.

## Rezeption
Chris Cummins führte Das Superhirn 2012 auf toplessrobot.com in einer Liste der acht besten Folgen von Die Enterprise auf Platz 7.
Wes Huntington führte Das Superhirn 2016 auf msureporter.com in einer Liste der zehn besten Folgen von Die Enterprise auf Platz 3.
Aaron Couch und Graeme McMillan erstellten 2016 anlässlich des 50-jährigen Jubiläums von Star Trek in Zusammenarbeit mit verschiedenen Beteiligten aus dem Franchise für den Hollywood Reporter eine Liste der 100 besten bis dahin ausgestrahlten Folgen. Das Superhirn wurde hierbei auf Platz 74 gewählt.
James Whitbrook führte Das Superhirn 2020 auf gizmodo.com.au als eine der zehn wichtigsten Folgen von Die Enterprise.
Jack Kiely führte Das Superhirn 2023 auf whatculture.com in einer Liste der zehn wichtigsten Folgen von Die Enterprise auf Platz 7.